# Mistrzostwa Azji w Piłce Ręcznej Kobiet 1997
Mistrzostwa Azji w Piłce Ręcznej Kobiet 1997 – szóste mistrzostwa Azji w piłce ręcznej kobiet, oficjalny międzynarodowy turniej piłki ręcznej o randze mistrzostw kontynentu organizowany przez AHF mający na celu wyłonienie najlepszej żeńskiej reprezentacji narodowej w Azji. Odbył się w dniach 4–9 czerwca 1997 roku w Ammanie. Tytułu zdobytego w 1995 roku broniła reprezentacja Korei Południowej. Mistrzostwa były jednocześnie eliminacjami do MŚ 1997.
Turniej odbywał się systemem kołowym. Niepokonana w nim ponownie okazała się reprezentacja Korei Południowej.
Do MŚ 1997 awansowały zespoły z miejsc 2–4, Koreanki bowiem miały już zapewniony awans jako broniące tytułu mistrzowskiego z 1995.

## Faza grupowa
| 4 czerwca 1997 | Korea Południowa | 41:16 | Uzbekistan | Amman |
| 4 czerwca 1997 |                  | 41:16 |            | Amman |

| 4 czerwca 1997 | Chiny | 27:22(11:13) | Japonia | Amman |
| 4 czerwca 1997 |       | 27:22(11:13) |         | Amman |

| 5 czerwca 1997 | Chiny | 29:21 | Uzbekistan | Amman |
| 5 czerwca 1997 |       | 29:21 |            | Amman |

| 5 czerwca 1997 | Japonia | 25:12(12:7) | Chińskie Tajpej | Amman |
| 5 czerwca 1997 |         | 25:12(12:7) |                 | Amman |

| 6 czerwca 1997 | Uzbekistan | 21:12 | Chińskie Tajpej | Amman |
| 6 czerwca 1997 |            | 21:12 |                 | Amman |

| 6 czerwca 1997 | Korea Południowa | 34:27 | Chiny | Amman |
| 6 czerwca 1997 |                  | 34:27 |       | Amman |

| 7 czerwca 1997 | Korea Południowa | 45:10 | Chińskie Tajpej | Amman |
| 7 czerwca 1997 |                  | 45:10 |                 | Amman |

| 7 czerwca 1997 | Japonia | 23:16(8:10) | Uzbekistan | Amman |
| 7 czerwca 1997 |         | 23:16(8:10) |            | Amman |

| 8 czerwca 1997 | Chiny | 32:12 | Chińskie Tajpej | Amman |
| 8 czerwca 1997 |       | 32:12 |                 | Amman |

| 8 czerwca 1997 | Korea Południowa | 36:18(15:7) | Japonia | Amman |
| 8 czerwca 1997 |                  | 36:18(15:7) |         | Amman |

## Klasyfikacja końcowa
| Miejsce | Reprezentacja    | Uwagi          |
| ------- | ---------------- | -------------- |
| złoto   | Korea Południowa | -              |
| srebro  | Chiny            | awans: MŚ 1997 |
| brąz    | Japonia          | awans: MŚ 1997 |
| 4       | Uzbekistan       | awans: MŚ 1997 |
| 5       | Chińskie Tajpej  | -              |